# Eutelia grabczeusci
Eutelia grabczeusci là một loài bướm đêm trong họ Noctuidae.